# Bandai Namco Entertainment
Pour les articles homonymes, voir Bandai (homonymie) et Bandai Namco.
Bandai Namco Entertainment Inc. (BNEI) (株式会社バンダイナムコエンターテインメント, Kabushiki gaisha Bandai Namuko Entāteinmento) est une entreprise japonaise, créée le 31 mars 2006, qui établit son domaine d'activité dans le secteur du développement et de la commercialisation de jeux vidéo d'arcade et de salon, ainsi que sur téléphones portables,,.
Originellement nommée Namco Bandai Games en occident, la société est renommée Bandai Namco Games en janvier 2014. Le 1er avril 2015, Bandai Namco Holdings renomme le département de jeux en Bandai Namco Entertainment.

## Historique
Namco Bandai Games est le fruit d'une fusion survenue le 29 septembre 2005, entre Namco, société créée en 1955, qui exerce son activité dans le milieu du jeu vidéo depuis 1974, et une société japonaise, le fabricant de jouets Bandai pour former Namco Bandai Holdings Inc. De ce regroupement va naître une des plus grosses entreprises dans le secteur du jeu vidéo au Japon. Namco devient une simple filiale de la holding.
Depuis la prise de pouvoir de la holding, Namco a fusionné avec la section jeu vidéo de Bandai, puis ce nouveau groupe a été renommé pour former Namco Bandai Games à la date du 31 mars 2006.
Durant la fusion de la section jeu vidéo de Bandai et Namco, les sections divertissements, parcs à thèmes et parcs d'exploration de Namco sont écartées de la direction de Namco pour être regroupées en tant que filiale de Namco Bandai Holdings sous le nom de Namco Limited.
Namco Bandai Games America Inc. établie à Santa Clara en Californie, est une filiale de Namco Bandai Holdings gérant le marché et le fonctionnement de Namco Bandai Games en Amérique du Nord.
En mars 2007, Namco Bandai Games s'allie à Sony pour créer un nouveau studio de développement de jeux vidéo nommé Cellius pour lequel le groupe sera le principal actionnaire, et dont les activités seront centrées autour du processeur Cell pour le développement de jeux PlayStation 3. Le studio développera également des jeux pour smartphones et PC.
Namco Bandai Holdings annonce le 8 novembre 2007 la fusion de section jeu vidéo & figurine articulée de la société Banpresto dans le groupe Namco Bandai Games à la date du 1er avril 2008. Les branches de divertissement et de loisirs intègreront Namco Ltd. en tant que filiale.
Le 25 janvier 2014, Namco Bandai Games et Namco Bandai Studios annoncent que les entreprises seraient dorénavant connues comme Bandai Namco Games et Bandai Namco Studios. Ce changement vise à unifier la marque à l'international (puisque la société était déjà connue comme Bandai Namco au Japon). En décembre 2014, la société a annoncé dans un communiqué de presse que le nom complet de la société sera changé en Bandai Namco Entertainment le 1er avril 2015.
En février 2018, Bandai Namco Games dévoile un plan, étalé sur 3 ans, qui prévoit la multiplication de nouvelles licences vidéo-ludiques dès 2019. À l'occasion, l'entreprise procédera à des changements d'organisation en interne avec le remplacement de Shukuo Ishikawa par Mitsuaki Taguchi au poste de PDG, ainsi que la création d'une nouvelle branche intitulé IP Creation Unit qui sera porté par un budget de 190 millions d'euros.
Dans un communiqué publié le 24 septembre, Bandai Namco nous apprend le décès de Shukuo Ishikawa, décédé le 9 septembre à l'âge de 69 ans. Il a été le président de la firme de 2009 à 2018. 

## Principales franchises
- 1980 - Pac-Man
- 1986 - Dragon Ball
- 1993 - Ace Combat
- 1993 - Ridge Racer
- 1994 - Tekken
- 1995 - Tales of
- 1995 - Time Crisis
- 1996 - Soul
- 1997 - Klonoa
- 2000 - One Piece
- 2002 - Xenosaga
- 2003 - Naruto
- 2011 - Dark Souls